# اوتو گبور
اوتو گبور (آلمانی: Otto Gebühr؛ ۲۹ مهٔ ۱۸۷۷ – ۱۴ مارس ۱۹۵۴) هنرپیشه سینما و تئاتر اهل کشور آلمان بود. وی بین سال‌های ۱۹۱۷ تا ۱۹۵۴ میلادی در ۱۰۲ فیلم بازی کرد.
از فیلم‌هایی که وی در آن نقش داشته است، می‌توان به عصر - شب - روز اشاره کرد.